# 952 v.Chr.
Het jaar 952 v.Chr. is een jaartal volgens de christelijke jaartelling. 

## Gebeurtenissen

### Griekenland
- Koning Thersippus van Athene sterft na een regeringsperiode van 41 jaar, zijn zoon Phorbas volgt hem op.

## Overleden
- Thersippus, koning van Athene